# Orgilus cognatus
Orgilus cognatus är en stekelart som beskrevs av Muesebeck 1970. Orgilus cognatus ingår i släktet Orgilus och familjen bracksteklar. Inga underarter finns listade i Catalogue of Life.